# Tangstedt (Pinneberg)
Tangstedt è un comune di 2 293 abitanti dello Schleswig-Holstein, in Germania.
Appartiene al circondario (Kreis) di Pinneberg (targa PI) ed è parte della comunità amministrativa (Amt) di Pinnau.